# Tlempolemos (Töpfer)
Tlempolemos war ein griechischer Töpfer, tätig in der Mitte des 6. Jahrhunderts v. Chr. in Athen.
Von ihm sind drei signierte Kleinmeister-Schalen bekannt:
- Randschale Berlin, Antikensammlung F 1763
- Randschale Berlin, Antikensammlung V.I. 3152
- Bandschale ehemals Zürich, Sammlung Hirschmann

Er gehört zu den Kleinmeistern.
Die Schale in Berlin F 1763 und die Schale ehemals Sammlung Hirschmann sind von demselben Vasenmaler bemalt worden, der im Stil dem Taleides-Maler sehr nahesteht. Die Vase Berlin V.I. 3152 ist von dem Maler Sakonides dekoriert worden, der diese Vase auch als Maler signierte.